# Cinnyris ludovicensis
El suimanga angoleño (Cinnyris ludovicensis) es una especie de ave paseriforme de la familia Nectariniidae Nectariniidae. Se encuentra en los bosques de montaña sobre los 1800 metros en el oeste de Angola. 
Son aves paseriformes muy pequeñas que se alimentan abundantemente de néctar, aunque también atrapan insectos, especialmente cuando alimentan sus crías. El vuelo con sus alas cortas es rápido y directo.